# Microgramma nitida
Microgramma nitida är en stensöteväxtart som först beskrevs av John Smith, och fick sitt nu gällande namn av Alan Reid Smith. Microgramma nitida ingår i släktet Microgramma och familjen Polypodiaceae. Inga underarter finns listade.